# Venus Bay (vik i Australien, Victoria)
Venus Bay är en vik i Australien. Den ligger i delstaten Victoria, omkring 110 kilometer sydost om delstatshuvudstaden Melbourne.
Genomsnittlig årsnederbörd är 1 310 millimeter. Den regnigaste månaden är juni, med i genomsnitt 166 mm nederbörd, och den torraste är januari, med 55 mm nederbörd.